# Transformación digital en España
La transformación digital en España se refiere a las iniciativas y políticas implementadas para integrar las tecnologías digitales en la sociedad y economía del país. Centrada en la agenda España Digital 2016, esta transformación abarca la modernización de infraestructuras tecnológicas, la digitalización del sector público, y la promoción de la economía y competencias digitales. Su objetivo es fomentar el crecimiento económico sostenible y reducir la brecha digital, alineándose con los esfuerzos de la Unión Europea en tecnología digital.

## Antecedentes y evolución
La transformación digital en España comenzó a tomar forma concreta en julio de 2020, cuando se lanzó la primera estrategia. Esta estrategia marcó un cambio significativo hacia la adopción de tecnologías digitales en el país, con el objetivo de modernizar la infraestructura tecnológica, digitalizar el sector público y privado, y mejorar las competencias digitales de los ciudadanos.
Tras la presentación de esta estrategia inicial, el Gobierno español aprobó el Plan de Recuperación, Transformación y Resiliencia, un paso decisivo para acelerar la digitalización del país. Este plan no solo implicó una inversión sustancial en tecnología y digitalización, sino que también estableció la base para futuras iniciativas y proyectos. Como parte de este plan, se publicaron ocho planes específicos, cada uno centrado en diferentes aspectos de la digitalización, desde la infraestructura hasta la transformación digital de pequeñas y medianas empresas (PYMEs). A su vez, se puso en marcha una serie de programas de inversión a nivel nacional, autonómico y local, reforzando el compromiso del país con su transformación digital.
En una revisión y actualización de la estrategia, la agenda España Digital 2016 se introdujo para incorporar nuevas prioridades y adaptarse a los cambios en el panorama tecnológico y económico global. Esta actualización fue notable por la inclusión de dos nuevos ejes transversales: los Proyectos Estratégicos para la Recuperación y Transformación Económica (PERTE) y la iniciativa RETECH. Estos ejes representan un enfoque en proyectos emblemáticos digitales propuestos por las comunidades autónomas, reflejando una colaboración más estrecha entre diferentes niveles de gobierno.
Durante 2021 y la primera mitad de 2022, se dio un gran impulso a las inversiones del Plan de Recuperación en el ámbito digital. Esto incluyó mejorar la conectividad, avanzar en la digitalización de la administración pública y de las PYMEs, y llevar a cabo una transferencia significativa de fondos a las comunidades autónomas y ayuntamientos. Estas acciones tuvieron el objetivo de apoyar la digitalización del sector público y fomentar las competencias digitales entre los ciudadanos. En 2023 se constituyó el primer departamento ministerial dedicado en exclusiva a estos asuntos, el Ministerio de Transformación Digital.
No futuro, no se espera que el ritmo de digitalización en España se acelere aún más. Con el lanzamiento de importantes inversiones en digitalización y el desarrollo de competencias digitales, el país se prepara para cumplir y posiblemente superar los objetivos establecidos para 2016. Este esfuerzo se verá reforzado por los fondos adicionales y los créditos asignados de los fondos europeos Next Generation, que se espera contribuyan a una transformación más amplia y profunda.

### Impulso a los datos urbanos y ciudades inteligentes
Desde finales de 2024 y a lo largo de 2025, diversas administraciones públicas en España han intensificado esfuerzos para convertir los datos urbanos en herramientas estratégicas, en el marco de la iniciativa España Digital 2025. En octubre de 2024, el Ministerio de Transformación Digital y Función Pública, junto a la Federación Española de Municipios y Provincias (FEMP), anunció la creación de un espacio común de datos urbanos, destinado a mejorar la eficiencia y sostenibilidad municipal mediante información integrada sobre movilidad, consumo energético y servicios públicos. Este espacio cuenta con una inversión inicial de 13 millones de euros.
Este tipo de proyectos piloto comenzaron a implementarse en ciudades como Jaén, con la intención de replicar modelos en otros municipios españoles. Los casos de uso específicos incluyen la gestión inteligente del tráfico, eficiencia energética en edificios públicos y planificación urbana basada en datos.
Adicionalmente, la estrategia nacional enfatiza la educación digital como mecanismo transversal de inclusión, buscando capacitar digitalmente a 15 millones de ciudadanos con habilidades básicas y a otros 7 millones con formación avanzada antes de finalizar 2025. Esto se dirige especialmente a colectivos vulnerables como personas mayores, residentes en áreas rurales y mujeres.